# Baling (district)
Baling is een district in de Maleisische deelstaat Kedah.
Het district telt 136.000 inwoners op een oppervlakte van 1500 km².